# Moliónidas
En la mitología griega se denominan Moliónidas (Μολιονίδαι) o Moliones (Μολίονες) a dos gemelos llamados Ctéato (Κτέατος) y Éurito (Εὔρυτος), hijos de Poseidón y Molíone. Se presupone que Poseidón sedujo a su madre en forma de pájaro, por lo que ambos nacieron de un huevo de plata que puso Molíone. Se les nombra también con el epíteto de Actoriones o Actoriónidas en honor de Áctor, que pasaba por ser su padre públicamente, aunque en realidad era putativo. Este Áctor era hermano de Augías.
A los Moliones, varoniles y conductores de carros, se les suele describir como gemelos siameses no obstante la poesía épica les concede una constitución monstruosa. Se dice que tenían «dos cabezas, cuatro manos, los mismos pies y un solo cuerpo»; o que eran «dos seres monstruosos en un mismo cuerpo». Homero, no obstante, obvia el dato de que eran monstruosos. En efecto, los hijos de Áctor se habían casado con dos hermanas gemelas, hijas de Dexámeno, rey de Óleno, y Ctéato tuvo a Anfímaco de Teronice, y Éurito a Talpio de Teréfone. Durante la guerra de Troya Anfímaco y Talpio fueron los caudillos del contingente eleo.
Siendo todavía aún niños y todavía no muy expertos en el impetuoso coraje, estalló una guerra entre pilios y epeos. Los Moliónidas defendieron el reino de Élide del ataque del rey Neleo de Pilos, en el que se destacó Mulio, yerno de Augías y esposo de Agamede. Hay una ciudad llamada Trioesa, escarpada colina lejana, a orillas del Alfeo, en los confines de la arenosa Pilos; y la sitiaron, furiosos por arrasarla. Al ser todavía inexpertos en la lucha, hubieran muerto en esa ocasión a manos de Néstor, si no hubiera intercedido su padre Poseidón, que los alejó del campo de batalla envolviéndolos en una espesa niebla.
Poco después, reuniendo un ejército arcadio y aceptando como voluntarios a los mejores de la Hélade, Heracles marchó contra Augías. Este, al enterarse de la guerra preparada por Heracles, designó estrategos de los eleos a los siameses Éurito y Ctéato, que aventajaban en fuerza a sus contemporáneos. Sucedió que durante la expedición Heracles enfermó, por lo cual pactó una tregua con los Moliónidas. Pero más tarde ellos, al saber que estaba enfermo, atacaron el ejército causando gran mortandad. Entonces Heracles se retiró; después, con ocasión de celebrarse los terceros juegos ístmicos, cuando los eleos enviaron a los Moliónidas para participar en los sacrificios, Heracles los mató en una emboscada en Cleonas, y marchando contra Élide se adueñó de la ciudad. Dio muerte asimismo a Augías y a sus hijos, e hizo volver a Fileo y le entregó el reino. No obstante en la batalla pereció Ificles, el hermano de Heracles.
Molíone en persona se afanó en averiguar quién había sido el autor del cobarde asesinato, y cuando lo descubrió pidió una satisfacción a los argivos, pues Heracles ya había huido a su palacio de Tirinto. Pero estos se la denegaron, por lo que Molíone solicitó a los corintios que no dejasen participar a Argos en la celebración de los juegos ístmicos. Tampoco esta solicitud fue atendida, con lo que a la madre de los moliónidas sólo le quedó maldecir a sus conciudadanos, testigos mudos de su dolor. Desde entonces se decía que ningún eleo volvió a ganar una prueba de los mencionados juegos.